# Carepalxis suberosa
Carepalxis suberosa är en spindelart som beskrevs av Tord Tamerlan Teodor Thorell 1881. Carepalxis suberosa ingår i släktet Carepalxis och familjen hjulspindlar. Inga underarter finns listade.